# Ella Lemhagen
Ella Lemhagen, née le 29 août 1965 à Uppsala (Suède), est une réalisatrice et scénariste suédoise.

## Filmographie

### Comme réalisatrice
- 1992 : Suicide Bridge
- 1994 : 13-årsdagen
- 1996 : The Dream Prince (Drömprinsen - Filmen om Em)
- 1997 : Välkommen till festen
- 1999 : Les Aventures de Tsatsiki (Tsatsiki, morsan och polisen)
- 2001 : Om inte
- 2003 : Järnvägshotellet (série TV)
- 2003 : Immediate Boarding (Tur & retur)
- 2008 : Les Joies de la famille (Patrik 1,5)
- 2011 : The Crown Jewels (Kronjuvelerna)
- 2014 : Pojken med guldbyxorna
- 2015 : Tous les chemins mènent à Rome (All Roads Lead to Rome)
- 2019 : Jag kommer hem igen till jul

### Comme scénariste
- 1992 : Suicide Bridge
- 1994 : 13-årsdagen
- 1996 : Drömprinsen - Filmen om Em
- 1997 : Välkommen till festen
- 2001 : Om inte
- 2003 : Immediate Boarding (Tur & retur)
- 2008 : Les Joies de la famille (Patrik 1,5)
- 2011 : The Crown Jewels (Kronjuvelerna)
- 2014 : Pojken med guldbyxorna

## Récompenses et distinctions
En 1994 elle reçoit le prix du public du meilleur court métrage du festival de Göteborg pour son film "The 13th Anniversary",
elle sera ensuite nommé à l'équivalent des Oscar/César suédois pour son film "The dream prince" 